# Mysidetes peruana
Mysidetes peruana är en kräftdjursart som beskrevs av Mihai Bacescu 1967. Mysidetes peruana ingår i släktet Mysidetes och familjen Mysidae. Inga underarter finns listade i Catalogue of Life.